# 同练瑶族乡
同练瑶族乡是中华人民共和国广西壮族自治区柳州市融水苗族自治县下辖的一个民族乡。

## 行政区划
同练瑶族乡下辖以下村级行政区划单位：
朋平村、同练村、和平村、如劳村、英洞村和大坪村。